# Kinder- und Jugendtheaterpreis Karfunkel
Karfunkel – Kinder- und Jugendtheaterpreis der Stadt Frankfurt  ist eine von der Stadt Frankfurt am Main jährlich vergebene Auszeichnung, die während des Theaterfestivals Starke Stücke an den jeweiligen Preisträger überreicht wird.

## Zielsetzung
Die städtischen Gremien Frankfurts beschlossen im Herbst 2009, ab dem Jahr 2010 einen Preis für Kinder und Jugendliche zu stiften, die sich aktiv in der Theaterszene der Main-Metropole engagiert und eine besonders herausragende Inszenierung vorgeführt haben. Dieser Preis wurde mit der in historischer Literatur, z. B. in Märchen, gebräuchlichen Bezeichnung „Karfunkel“ (roter Edelstein) benannt und wird vom Kulturamt der Stadt Frankfurt am Main vergeben. Die Ausschreibung erfolgt jeweils mindestens drei Monate vor der Vergabe.
Der Preis für Kinder- und Jugendtheater soll der Bedeutung der Frankfurter Theaterszene innerhalb Deutschlands fördern und das Image als Theaterstadt in der Region festigen. Neben den städtischen Bühnen bestehen in der Main-Metropole mehr als zwanzig freie Theater-Ensembles und -Spielstätten. Deren Arbeit soll mit der jährlichen Preisvergabe angemessen gewürdigt werden und herausragende Leistungen öffentlichkeitswirksam auszeichnen. Damit sollen die Theater-Ensembles weiter an Renommée und Selbstbewusstsein für künftige Inszenierungen gewinnen, ihre preiswürdige Arbeit positiv bestätigen. Eine besondere Berücksichtigung bei der Vergabe des Preises sollen innovative Projekte finden.

## Dotation
Die Höhe des jährlichen Preisgeldes beträgt bis zu 10.000 Euro. Bei mehreren Preisträgern in einem Jahr kann das Preisgeld bis zu 15.000 Euro betragen, das dann geteilt wird. Das Preisgeld darf von den Preisträgern nur für künstlerische Zwecke verwendet werden, im Idealfall für Projekte, die ohne diese Mittel nicht hätten realisiert werden können.

## Preisstatuette
Für die erste Verleihung 2010 und die visuelle Präsentation bei den Preisträgern wurde eine mehrfarbige Statuette gestaltet. Auf einem gerundeten blauen Sockel mit einem halbtransparenten, unregelmäßig geformten, mineralisch wirkenden roten Aufsatz thront in legerer Sitzhaltung eine goldfarbene, männliche, jugendlich wirkende Person mit spitzer Nase und schwarzer Theatermaske, die nach oben blickt und in ihrer Linken ein halbtransparent rotes zylindrisches Objekt, den „Karfunkel“, triumphierend nach oben hält. Auf dem blauen Sockel befindet sich die Aufschrift „Karfunkel“ mit der jeweiligen Jahreszahl in goldfarbenen Lettern. Die Skulptur wurde von dem Frankfurter Maler und Bildhauer Andreas Gundermann 2009 entworfen, plastisch gestaltet und 2010 zum ersten Mal verliehen. In den folgenden Jahren entstand alljährlich eine neue, jeweils sehr unterschiedlich gestaltete Variationen der Preisfigur, die jeweils auch von Andreas Gundermann entworfen und umgesetzt wurden. Gemeinsames Merkmal aller Preisfiguren ist der Karfunkel(stein) in blau oder rot und die harlekinartige Figur. Für 2018 fertigte Gundermann erstmals zwei leicht variierte Ausführung an, da der Preis an zwei Theatergruppen vergeben wurde. Die Preisfiguren für 2020 wurden den Preisträgern wegen der COVID-19-Pandemie er im folgenden Jahr übergeben. Inzwischen wird die Statuette von Andreas Gundermann genderneutral gestaltet, sie ist nicht mehr eindeutig einem bestimmten Geschlecht zuzuordnen.

## Preisvergabe
Über die jährliche Vergabe des Preises entscheidet eine auf jeweils drei Jahre berufene, fünfköpfige Jury, die sich aus fachlich versierten Personen zusammensetzt. Zur Auswahl werden die Inszenierungen aus der Szene der Kinder- und Jugendtheater Frankfurts herangezogen, die in der vorherigen Spielzeit bzw. im vergangenen Kalenderjahr aufgeführt worden sind. Von 2010 bis 2012 bestand die Jury beispielsweise aus der Theaterregisseurin und Frankfurter Stadträtin Cornelia-Katrin von Plottnitz, der Kulturredakteurin Eva-Maria Magel von der Frankfurter Allgemeinen Zeitung, dem stellvertretenden Leiter des Kinder- und Jugendtheaterzentrums in  der Bundesrepublik Deutschland, Henning Fangauf, dem Leiter des Institutes für Jugendbuchforschung an der Johann Wolfgang Goethe-Universität Frankfurt am Main, Hans-Heino Ewers und dem Kulturdezernenten der Stadt Frankfurt am Main, Felix Semmelroth, als Vorsitzenden des Vergabegremiums.
Maßgeblich für die Auswahl eines Preisträgers ist die Inszenierung eines Theaterstückes durch das jeweilige Theater-Ensemble, einbezogen wird die Textbearbeitung und -umsetzung. Das ggf. zugrunde liegende theaterpädagogische Konzept kann in die Entscheidungskriterien einfließen.
Ein Teil oder das gesamte Preisgeld kann für herausragende Leistungen, ein Theaterkonzept, ein „Lebenswerk“ oder besondere Verdienste um die Theaterlandschaft für Kinder und Jugendliche in Frankfurt am Main vergeben werden.
Die Auszeichnung wird durch den jeweils amtierenden Kulturdezernenten der Stadt überreicht.

## Bewerbungen
Für den Kinder- und Jugendtheaterpreis „Karfunkel“ der Stadt Frankfurt am Main können Vorschläge eingereicht werden. Diese können Vorschläge Dritter sein, beispielsweise durch Rezipienten, aber auch Eigenbewerbungen von Theater-Ensembles sind möglich. Die vorgeschlagenen Theater müssen ihren Arbeitsmittelpunkt in Frankfurt am Main haben, wobei die Bezeichnung Theater sowohl für künstlerisch produzierende Ensembles als auch für Spielorte steht.

## Belege
1. ↑  Kinder- und Jugendtheaterpreis Karfunkel der Stadt Frankfurt am Main auf: kultur-frankfurt.de
2. ↑  Vergabeordnung für den Kinder- und Jugendtheaterpreis Karfunkel der Stadt Frankfurt am Main auf: kultur-frankfurt.de (PDF-Datei, 139 kB)
3. ↑  Foto: Figurine des Kinder- und Jugendtheaterpreises Karfunkel der Stadt Frankfurt am Main auf: kultur-frankfurt.de
4. ↑  den Kinder- und Jugendtheaterpreis Karfunkel auf: frankfurt.de